# Daniel LaRusso
Daniel LaRusso es un personaje de ficción, interpretado por Ralph Macchio, que aparece en la serie fílmica de The Karate Kid y en la serie de televisión de Netflix Cobra Kai, creado por Robert Mark Kamen. Es el protagonista de las primeras tres películas de Karate Kid, es mencionado en Karate Kid IV y es uno de los personajes principales de Cobra Kai.

## Biografía ficticia
Daniel LaRusso nació en Newark, Nueva Jersey el 18 de diciembre de 1966, en el seno de una familia italoestadounidense. Su padre falleció cuando él tenía ocho años. En septiembre de 1984, Daniel y su madre Lucille se mudaron a Reseda, California, debido a una oferta laboral aceptada por ella.

## Apariciones

### The Karate Kid(1984)
En Karate Kid, Daniel y Lucille se mudan a Reseda. Daniel es invitado por su nuevo vecino Freddy Fernández a una fiesta en la playa, donde conoce a Ali Mills. Allí encuentra al exnovio de Ali, Johnny Lawrence, quien lo golpea en una breve pelea. Durante su primer mes en la escuela, Daniel es intimidado por Johnny y su pandilla del Dōjō Cobra Kai. En el baile de Halloween de la escuela, Daniel intenta vengarse de Johnny mojándolo con una manguera. Su plan fracasa y es perseguido y golpeado por la banda de Cobra Kai hasta que el señor Miyagi, el encargado de mantenimiento del apartamento, interviene golpeando a los atacantes de Daniel. Al día siguiente, el señor Miyagi se enfrenta al sensei John Kreese y le propone que se resuelva la disputa entre Daniel y Johnny en el próximo torneo de karate de All Valley en diciembre.
El señor Miyagi decide entrenar a Daniel para que pueda enfrentar de buena manera el torneo. Inicialmente lo ocupa en tareas como encerar sus autos clásicos, lijar los pisos de madera y pintar la cerca. Daniel amenaza con dejar de hacer estas tareas, pero el señor Miyagi le demuestra que mediante la repetición de estas básicas tareas puede aprender maniobras defensivas de karate. Mientras entrena con Miyagi, Daniel empieza una relación sentimental con Ali.
En el torneo, Daniel avanza inesperadamente hacia las semifinales. Kreese le ordena a Bobby Brown, uno de sus estudiantes, que golpee a Daniel y lo saque de la competencia. Bobby, a regañadientes, le da una patada ilegal en la rodilla, siendo descalificado inmediatamente. Cuando Johnny está a punto de ser declarado ganador por defecto, Ali informa al animador del torneo que Daniel luchará en la ronda final. Durante la pelea, Daniel recibe otro golpe ilegal en la pierna lesionada por órdenes de Kreese. Johnny recibe una advertencia del árbitro. Al reanudarse la ronda, Daniel derrota a Johnny golpeándolo en la cara con la técnica de la grulla, movimiento aprendido durante el entrenamiento con el señor Miyagi.

### Karate Kid 2(1986)
En Karate Kid 2, que tiene lugar seis meses después de los acontecimientos de la primera película, Daniel ha terminado su relación con Ali. Cuando se entera de que el señor Miyagi va a Okinawa a visitar a su padre moribundo, utiliza su fondo para la universidad para viajar con él. A su llegada, conocen a Sato Toguchi, un hombre de negocios y antiguo amigo de Miyagi. Daniel conoce a Kumiko, una adolescente que aspira a mudarse a Tokio y seguir una carrera en la danza. También conoce al sobrino de Sato, Chozen, quien desde el comienzo empieza a intimidarlo. La familia Toguchi aterroriza constantemente el hogar de la familia Miyagi hasta que un tifón golpea Okinawa. Durante la tormenta, Sato está atrapado entre los escombros del Dōjō de su familia y mientras Chozen huye, Daniel y el señor Miyagi le salvan la vida. Debido a esto, el rencor de décadas de Sato y el señor Miyagi se resuelve. Un Chozen repudiado y humillado aparece en el festival del pueblo para tomar a Kumiko como rehén y desafiar a Daniel a luchar hasta la muerte. Chozen tiene inicialmente la ventaja sobre Daniel debido a sus habilidades más avanzadas de karate, pero Miyagi, Sato y el público usan sus tambores de mano para motivar a Daniel y ayudarlo a derrotar a su oponente.

### Karate Kid 3(1989)
En esta tercera entrega de la saga, Daniel y el señor Miyagi regresan a Los Ángeles para descubrir que su apartamento está siendo demolido. El propietario vendió el edificio, dejando al señor Miyagi sin trabajo. Lucille regresa a Nueva Jersey para cuidar al tío de Daniel, Louie. Usando el resto de su fondo para la universidad, Daniel ayuda al señor Miyagi a establecer un vivero de bonsáis mientras recibe una invitación para defender su título de campeón en el próximo torneo de karate de All Valley. Sin embargo, Miyagi le aconseja que no lo haga. En ese momento aparece Mike Barnes, un rudo karateca, supervillano y enemigo de Daniel LaRusso que amenaza a Daniel con robarle su título de campeón si no se presenta en la competencia. Terry Silver, amigo de Kreese y cofundador del Dōjō Cobra Kai, ofrece entrenar a Daniel para el torneo. Daniel no sabe que se trata de un elaborado plan para que Kreese y Cobra Kai se venguen de él debilitándolo físicamente y haciéndole sufrir una humillante derrota ante Barnes. Cuando Kreese se revela y Mike ataca peor a Daniel pero Miyagi salva a su alumno y acepta entrenarlo para el torneo.
En el torneo, Mike avanza rápidamente para enfrentarse a Daniel en la ronda final. Utiliza la táctica de plata y Kreese de anotar 1 punto y luego perderlo con 1 movimiento ilegal hasta ganar en la ronda de muerte súbita. En la pelea final, Daniel realiza una kata en la ronda de muerte súbita. Un Barnes confundido lo ataca, pero Daniel lo tira venciendo a Mike al suelo y lo golpea para ganar el torneo de nuevo.

### The New Karate Kid(1994)
Daniel no aparece en la cuarta entrega, sin embargo es mencionado por Miyagi, cuando este se encuentra cuidando a la nueva protagonista Julie Pierce.

### Cobra Kai(2018-2025)
En la serie web Cobra Kai, que tiene lugar 34 años después de los acontecimientos de la primera película, Daniel está felizmente casado y tiene dos hijos, Samantha y Anthony. Él y su esposa Amanda son dueños de LaRusso Auto Group, una cadena de concesionarios de automóviles en el Valle de San Fernando. Como parte del compromiso de la cadena de concesionarios con la satisfacción del cliente, Daniel personalmente le da a cada nuevo cliente su propio árbol de bonsái. Se encuentra con su viejo némesis, Johnny Lawrence, cuyo coche fue destrozado y enviado a su concesionario. Más adelante descubre que Johnny ha reabierto el Dōjō Cobra Kai en Reseda. Teme que Johnny cree una nueva generación de chicos rudos que él y el señor Miyagi tuvieron que enfrentar en el pasado.
En la segunda temporada de la serie, Daniel abre el Dōjō Miyagi-do y ofrece lecciones gratis, amenazando el negocio de Cobra Kai. La rivalidad se intensifica cuando algunos de los estudiantes de Cobra Kai destrozan el Dōjō de Daniel y roban la Medalla de Honor del señor Miyagi. La obsesión de Daniel por sacar adelante su Dōjō lo hace alejarse de su propia familia y de su negocio, por lo que su esposa tiene que intervenir para convencerlo de encontrar un balance en todos los ámbitos de su vida. Cuando parece que Johnny y Daniel tienen un acercamiento positivo y empiezan a limar sus asperezas, la rivalidad entre Robby y Miguel deja terribles consecuencias cuando este último resulta gravemente herido en la escuela tras una fuerte pelea con Robby por el amor de Sam, la hija mayor de Daniel.

### Karate Kid: Legends(2025)
Macchio repetirá su papel de Daniel LaRusso en Karate Kid: Legends, la sexta película de la franquicia. Aparecerá junto a Jackie Chan en eventos que tienen lugar tres años después de Cobra Kai.[17] Chan repite su papel como el Sr. Han del reinicio de 2010 y solicita la ayuda de Daniel para entrenar a Li Fong, interpretado por Ben Wang.

## Recepción
El personaje ha tenido una buena recepción crítica. Sin embargo, con el paso de los años, la percepción ante el personaje ha ido cambiando. Se ha establecido una teoría que afirma que Daniel es el verdadero villano de la historia por su personalidad en algunas ocasiones arrogante, contrastada con el origen humilde de Lawrence y la influencia del sensei John Kreese en su personalidad. En 2018 el personaje fue incluido en el Salón de la Fama de los Atletas Ficticios.